# Трамвай Сіетла
Трамвай Сіетла (англ. Seattle Streetcar) — мережа трамвайних ліній в місті Сіетл, штат Вашингтон, США. Разом з легким метрополітеном, монорейкою та тролейбусом створюють основу електричного громадського транспорту міста.

## Історичні мережі
Перші трамваї на кінній тязі з'явилися на вулицях міста у 1884 році, за три роки відкрилася лінія канатного трамваю. Перша лінія електричного трамваю відкрилася у 1889 році, за декілька років витіснивши конку з вулиць міста. Наприкінці 19 сторіччя сталася консолідація розрізнених компаній що обслуговували лінії, в результаті була створена компанія «Електрична залізниця Сіетла», що мала під орудою вісім ліній міста. На піку розвитку компанія обслуговувала 372 км колій на 26 електричних та 3 канатних лініях, рухомий склад налічував понад 400 трамваїв. Наприкінці 1930-х років почалося стрімке зменшення кількості пасажирів, що призвело до накопичення боргів компанією та закриттю ліній 13 квітня 1941 року.
З 1982 по 2005 рік в місті працювала Прибережна туристична трамвайна лінія завдовжки 2,6 км. На лінії курсували історичні вагони.

## Сучасна мережа
Мережа сучасних трамвайних ліній складається з двох окремих ліній. Інтервал руху в більшості випадків не перевищує 10-15 хвилин, але збільшується пізно ввечері. На обох лініях курсують багатосекційні низькопідлогові трамваї чеського виробництва, компанії Inekon Trams.  
- Лінія South Lake Union[en] — будівництво першої лінії почалося у липні 2006 року, відкрили лінію у грудні 2007 року. Лінія починається у центрі міста де має пересадку на легкий метрополітен та монорейку, та прямує на північний схід до озера Юніон[en]. На середині маршруту лінія розділяється, по одні вулиці трамваї прямують виключно на північ, а по сусідні виключно на південь. На кожному напрямку по 7 зупинок, але спільних для обох напрямків лише 4 зупинки (по 2 з кожного кінця лінії).
- Лінія First Hill[en] — будівництво другої лінії розпочалося у 2012 році, основна частина будівництва була завершена ще у 2014 році. Але через затримку з постачанням рухомого складу та тестування системи, лінія була відкрита 23 січня 2016 року. Лінія складається з 4 км та має 10 зупинок. Лінія починається на півночі біля підземної станції метро «Capitol Hill» та закінчується на площі Піонерів[en][a] у центрі Сіетла.

## Розвиток
У 2018 році має розпочатися будівництво нової ділянки в центрі міста що має з'єднати обидві діючі лінії. Будівництво планують завершити у 2020 році, відкриття цієї ділянки має суттєво збільшити кількість пасажирів. У березні 2018 року мер міста доручив призупинити проект на декілька місяців для додаткової оцінки вартості будівництва.

## Галерея

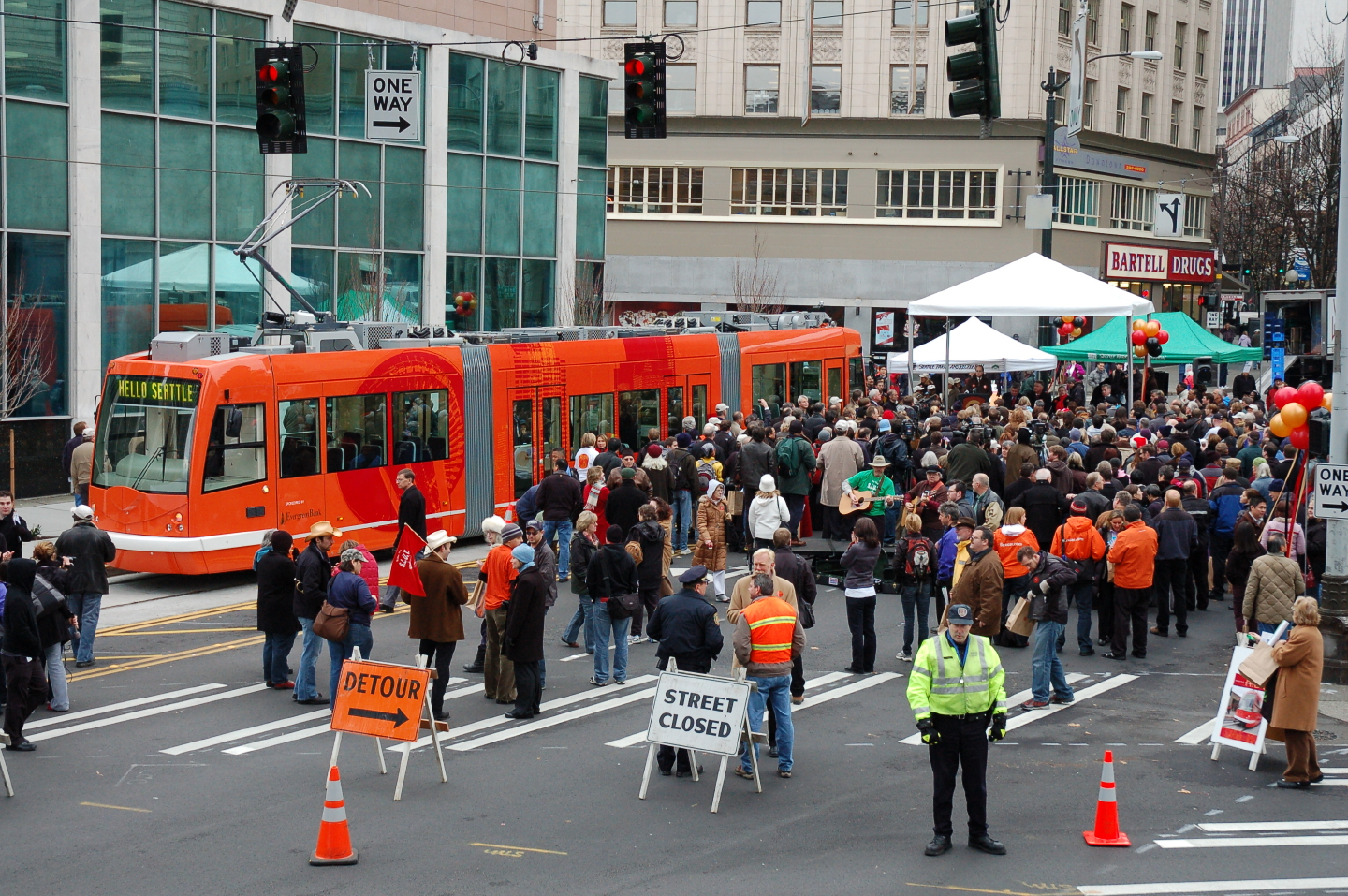
День відкриття першої лінії
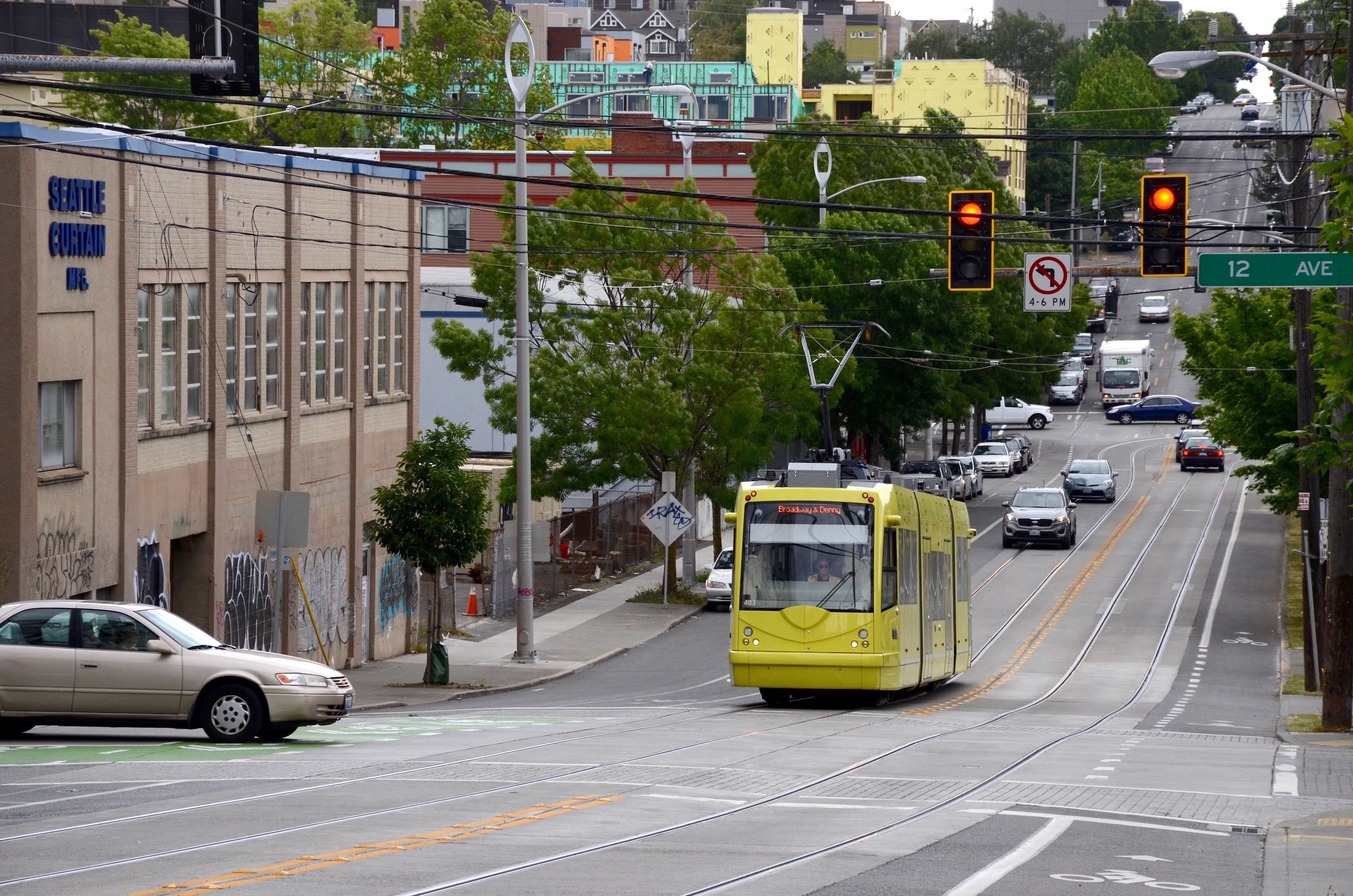
Трамвай на вулицях міста, лінія «First Hill»
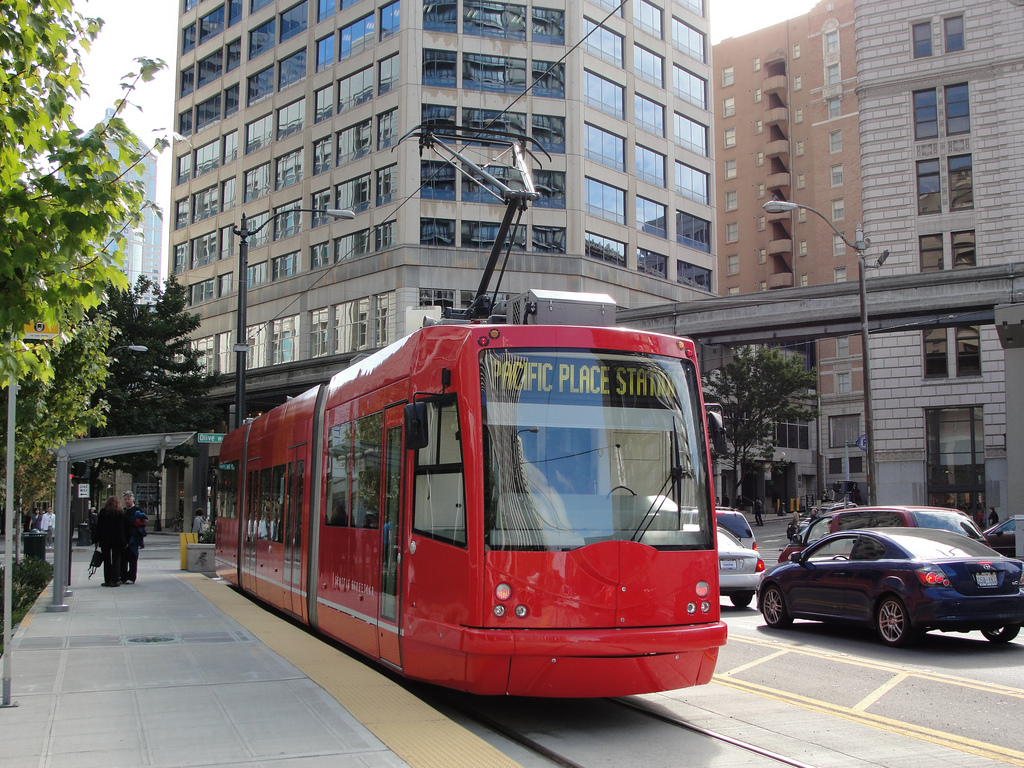
Трамвай на зупинці «Pacific Place», лінія «South Lake Union»